# Alexandra Motschmann
Alexandra Motschmann (* 25. November 1966 in München; Pseudonym: Motschi von Richthofen) ist eine deutsche Schriftstellerin und Dichterin. Motschmann ist Mitglied der im Umfeld der Proteste gegen Schutzmaßnahmen zur COVID-19-Pandemie in Deutschland gegründeten Kleinpartei Basisdemokratische Partei Deutschland und kandidierte für diese als Direktkandidatin bei der Bundestagswahl 2021.

## Leben
Alexandra Motschmann wuchs in München auf. Sie schreibt seit ihrem elften Lebensjahr Prosa und Gedichte. Motschmann lebte zeitweilig unter anderem in Israel, Südafrika, Russland und Amerika. Als gelernte Grafikdesignerin arbeitete sie als Golflehrerin, im Produkt- und Eventmanagement, sie absolvierte den Masterstudiengang in International business.
Im Jahr 2013 nahm sie sich eine einjährige Auszeit und veröffentlichte im Folgenden unter dem Künstlernamen Motschi von Richthofen – eine Anspielung auf den Nachnamen ihres Vaters Motschmann und ihres Stiefvaters von Richthofen – im Selbstverlag Buchstabengerichte, ein Sammelsurium von Gedichten und Kurzgeschichten. Im März 2014 folgte Human Galaxies, wenig später das deutsch- und englischsprachige Gedichte enthaltende Step on time and view – Dichte Zeitabschritte. Zuletzt versuchte sich Motschmann an politischer Poesie.
Seit 2015 arbeitet Motschmann hauptberuflich beim Entwicklungsdienstleister Alten Germany in München.

## Politik
Ab 2020 engagierte sich Motschmann als Aktivistin in der Kritikerbewegung der Corona-Politik und nahm für die neu gegründete Basisdemokratische Partei Deutschland an einer Frauen-Bustour durch Deutschland teil. Am 18. November 2020 war Motschmann Teil einer von AfD-Abgeordneten in den Bundestag eingeschleusten Gruppe, aus der heraus verschiedene Politiker, die zu Änderungen am Infektionsschutzgesetz debattierten, und verbotenerweise von einer anderen Person in dieser Gruppe I gefilmt wurden. Am 24. April 2021 forderte sie, dass die politisch Verantwortlichen für die Infektionsschutzmaßnahmen während der Corona-Krise vor ein Gericht gestellt werden sollten, um diese Zeit aufzuarbeiten, was für die Zukunft der deutschen Bevölkerung sehr wichtig ist, damit solch eine menschenunwürdige politische Situation nie wieder vorkommen kann.
Innerhalb der Corona-Protestszene und der Basisdemokratischen Partei Deutschlands wurde sie aufgrund einer nicht öffentlich gemachten Verbindung zum Unternehmen Biontech heftig kritisiert. Ihr Bruder Michael Motschmann ist Vorstandsmitglied und Großinvestor des Impfstoffherstellers. Auf Parteikanälen wurde die Vermutung geäußert, dass sie die Partei „heimlich unterwandere“. Motschmann wies den Verdacht zurück.
Für die Basisdemokratische Partei Deutschlands bewarb sich Motschmann zur Bundestagswahl 2021 als Direktkandidatin im Bundestagswahlkreis Erding – Ebersberg um ein Bundestagsmandat. Sie erhielt 1,77 % der Erststimmen (2.958 Stimmen).
Am 7. Januar 2023 wurde sie als Schwarmbeauftragte in den Landesvorstand Bayern der Basisdemokratischen Partei Deutschlands gewählt und beendete diese Position 2024.

## Publikationen
- Menschliche Gedichte – Human Poems. Salon Literaturverlag, München 2002, ISBN 3-9805759-7-7.
- Unendlich irdische Gedichte: Gedichte in deutscher und englischer Sprache. Salon Literatur Verlag, München 2005, ISBN 3-9809635-5-1.
- Sinn und I(h)rsinn: Kurzgeschichte und Gedichte. Salon Literatur Verlag, München 2006, ISBN 978-3-939321-08-8.
- Buchstabengerichte. Tredition Verlag, Hamburg 2013, ISBN 978-3-8495-4378-5.
- Human Galaxies. Xlibris Verlag, Bloomington, Vereinigte Staaten 2014, ISBN 978-1-4931-4179-1.[9]
- Step on time and view – Dichte Zeitabschritte. Tredition, München 2014, ISBN 978-3-8495-7974-6.
- Mia verstengan d’Leut: We Bavarians love the world. Tredition, Hamburg 2015, ISBN 978-3-7323-3672-2.
- Interaktionen: Deutsch/English. Tredition Verlag, Hamburg 2017, ISBN 978-3-7439-3155-8.
- Stubensegen – Wörterregen. Tredition Verlag, Hamburg 2019, ISBN 978-3-7323-0733-3.
- Farbenworte. Tredition, Hamburg 2019, ISBN 978-3-7482-2613-0.
- Sprichwörtern auf den Versen. Tredition Verlag, Hamburg 2020, ISBN 978-3-347-01824-2.
- (C)OVID und Mut. Tredition Verlag, Hamburg 2020, ISBN 978-3-347-11205-6.
- Friedliche Solidarität für die Freiheit. Tredition Verlag, Hamburg 2020, ISBN 978-3-347-29761-6.
- Corona, Chancen, Charaktere. Tredition Verlag, Hamburg 2020, ISBN 978-3-347-82802-5.
- Gegenwart gestalten in Menschlichkeit walten. Tredition Verlag, Hamburg 2021, ISBN 978-3-347-35600-9.
- Wir formen die Zukunft. Tredition Verlag, Hamburg 2022, ISBN 978-3-347-52978-6.
- The Great FreeSet. Tredition Verlag, Hamburg 2022, ISBN 978-3-347-57421-2.
- Philosophie die das Leben schreibt. München 2024, ISBN 978-3-948576-15-8.